# NGC 2397
NGC 2397 é uma galáxia espiral (Sb) localizada na direcção da constelação de Volans. Possui uma declinação de -69° 00' 05" e uma ascensão recta de 7 horas, 21 minutos e 19,5 segundos.
A galáxia NGC 2397 foi descoberta em 21 de Fevereiro de 1835 por John Herschel.